# میرتا دیاز-بالارت
میرتا فرانسیسکا د لا کاریداد دیاز-بالارت و گوتیرز (اسپانیایی: Mirta Francisca de la Caridad Díaz-Balart y Gutiérrez‎؛ زادهٔ ۳۰ سپتامبر ۱۹۲۸) اهل کوبا است. او اولین همسر فیدل کاسترو بود. آنها در سال ۱۹۴۸ ازدواج کردند، صاحب یک فرزند پسر شدند و در سال ۱۹۵۵ طلاق گرفتند.

## زندگی‌نامه
او دختر اَمِریکا گوتیِرِز و رافائل خوزه دیاز بالارت، سیاستمدار برجسته کوبایی و شهردار شهر بانس، کوبا بود. او زمانی که با فیدل آشنا شد و با آن ازدواج کرد، دانشجوی فلسفه در دانشگاه هاوانا بود.
کاسترو و دیاز بالارت در ۱۱ اکتبر ۱۹۴۸ ازدواج کردند، ماه عسل را در نیویورک گذراندند و هفت سال بعد در سال ۱۹۵۵ طلاق گرفتند (در حالی که کاسترو به دنبال یک حمله نافرجام به پادگان مونکادا در زندان بود). آنها یک فرزند پسر به نام فیدل آنخل «فیدلیتو» کاسترو دیاز-بالارت (۲۰۱۸–۱۹۴۹) داشتند. پس از طلاق، حضانت پسرشان به کاسترو داده نشد. فیدل کوچک از پدرش دور ماند تا اینکه پس از دیدار در مکزیک، پیش از بازگشت پدرش برای رهبری انقلاب کوبا، در کنار او ماند.
در سال ۱۹۵۶، دیاز-بالارت با امیلیو نونیز بلانکو (۲۰۰۶–۱۹۲۵)، پسر سفیر سابق کوبا در سازمان ملل، امیلیو نونیز پورتوندو، ازدواج کرد. این زوج با فرزندانشان در استراحتگاه ساحلی تارارا در هاوانا زندگی می‌کردند.
دیاز-بالارت پس از سال ۱۹۵۹، سالی که انقلاب کوبا به پیروزی رسید، در مادرید، اسپانیا به همراه خانواده خود زندگی کرد. میامی هرالد در سال ۲۰۰۰ ادعا کرد که او هنوز در اسپانیا زندگی می‌کند و دیدارهای گاه‌به‌گاهش از کوبا توسط رائول کاسترو، برادر شوهر سابقش ترتیب داده‌می‌شود. در سال ۲۰۱۸، سالی که پسرش فیدلیتو خودکشی کرد، او در سن ۹۰ سالگی در کوبا زندگی می‌کرد.
دیاز-بالارت خاله ماریو دیاز بالرت نماینده حزب جمهوری‌خواه ضد کاسترو آمریکا (منطقه ۲۵ کنگره فلوریدا) و برادرش لینکلن دیاز-بالارت نماینده سابق کنگره آمریکا و مجری تلویزیون خوزه دیاز-بالارت است. او خواهر والدو دیاز-بالارت نقاش و رافائل دیاز-بالارت است.